# Hällgrundet och Soklothällen
Hällgrundet och Soklothällen är en ö i Finland. Den ligger i Bottenviken och i kommunen Nykarleby i den ekonomiska regionen  Jakobstadsregionen i landskapet Österbotten, i den västra delen av landet. Ön ligger omkring 72 kilometer nordöst om Vasa och omkring 410 kilometer norr om Helsingfors.
Öns area är 11,9 hektar och dess största längd är 0,6 kilometer i nord-sydlig riktning.

## Klimat
Inlandsklimat råder i trakten. Årsmedeltemperaturen i trakten är 1 °C. Den varmaste månaden är juli, då medeltemperaturen är 16 °C, och den kallaste är februari, med −13 °C.